# Jarząbczy Kopieniec

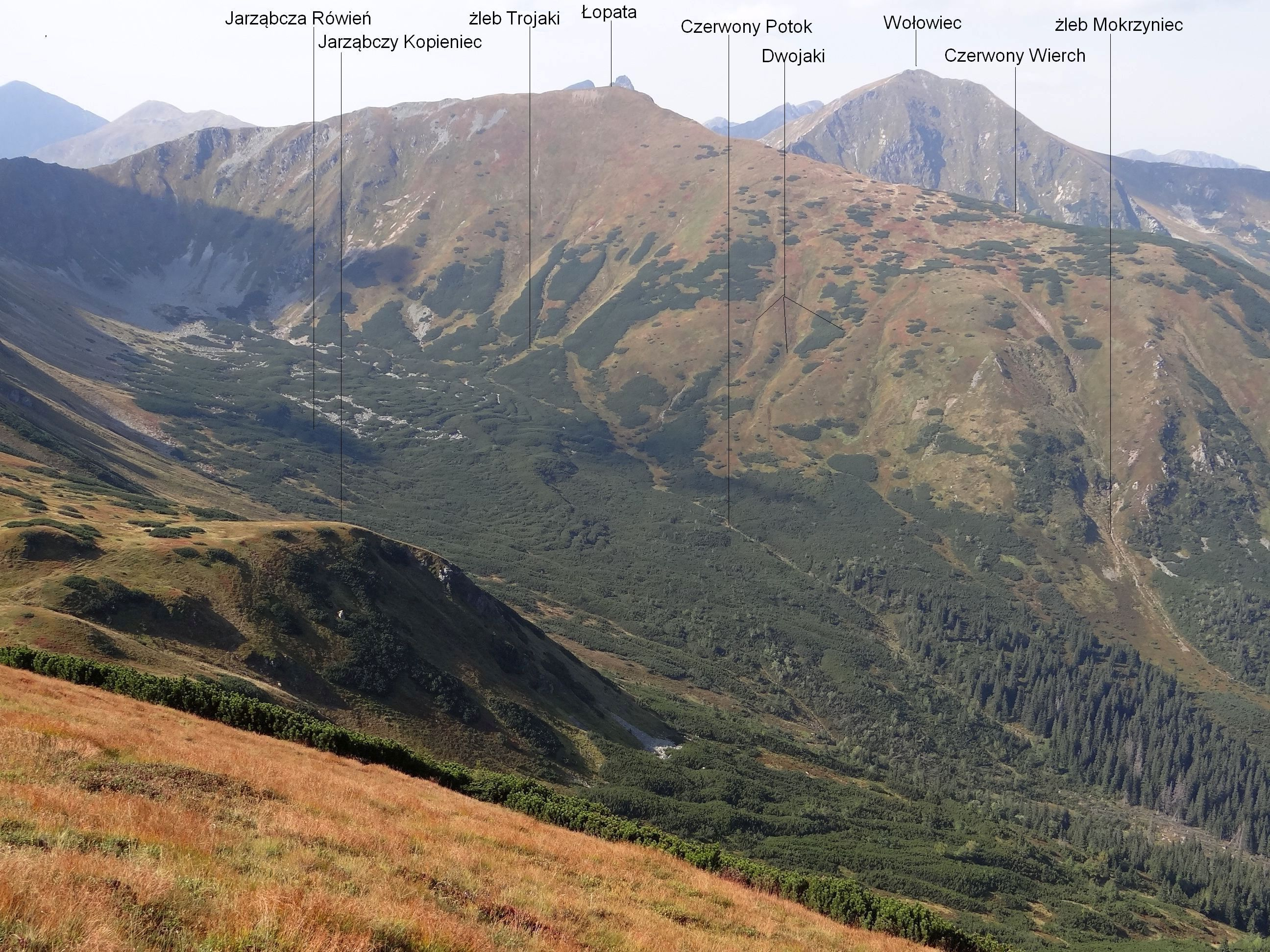
Widok z Trzydniowiańskiego Wierchu

Jarząbczy Kopieniec – grzęda opadająca w kierunku północno-zachodnim z Kończystego Wierchu do dna Doliny Jarząbczej w Tatrach Zachodnich. Na mapach zaznaczony jest w niej punkt o wysokości 1702 m, nie jest to jednak szczyt, lecz jedynie niewielkie wypiętrzenie i punkt załamania, w którym grzęda ze stromej staje się bardziej łagodna. Grzęda to oddziela koryta Żlebu spod Czubika od Korycisk – pooranego bruzdami północno-zachodniego stoku grani łączącej Kończysty Wierch z Jarząbczym Wierchem.
Dawniej obszar Jarząbczego Kopieńca i całe okolice stanowiły teren wypasowy Hali Jarząbczej. Grzęda jest w większości trawiasta, jedynie w punkcie 1702 m znajduje się grupa skał, od dołu grzęda i jej okolice zaczynają zarastać kosodrzewiną.